# 直轄
| ウィキペディアには「直轄」という見出しの百科事典記事はありません（タイトルに「直轄」を含むページの一覧/「直轄」で始まるページの一覧）。 代わりにウィクショナリーのページ「直轄」が役に立つかもしれません。 |